# Frías-Talsperre
Die Frías-Talsperre (Dique Frías, auch Mendoza-Talsperre) war ein Staudamm am Fluss Frías in Argentinien, Provinz Mendoza. Sie versagte am 4. Januar 1970.
Der 15 m hohe Staudamm war 1938–1940 westlich der Stadt Mendoza gebaut worden und war ein Steinschüttdamm.
Nach starken Niederschlägen von 105 mm in einer Stunde (in der Spitze 5 mm pro Minute) wurde der Damm überströmt und brach zusammen. Beim Versagen der Talsperre haben hydraulisch-operationelle Faktoren eine Rolle gespielt, das heißt wahrscheinlich, dass Verschlüsse nicht funktioniert haben und sich nicht öffnen ließen.
Durch die entstehende Flutwelle gab es nach verschiedenen Angaben 24, 25, 26, 42 oder 100 Tote. 1.500 bis 2.000 Personen waren von den Fluten betroffen und mehr als 1.000 Autos wurden zerstört. Der Sachschaden betrug 20 bis 23 Mio. US-$.